# Lyssværd
Et lyssværd er et våben der findes i Star Wars-universet. Det anvendes typisk af jedier – gode som onde. Alle padawans (lærlinge) får som regel et lyssværd på deres første dag, og ved slutningen af deres jedi-uddannelse skal de være i stand til at bygge deres eget sværd, som en prøve på deres evner indenfor Kraften. Lyssværdets energikilde er nogle specielle (fiktive) krystaller, og det er nødvendigt at kunne mærke Kraften i krystallerne for at kunne orientere dem rigtigt.
Man kan sige at jedier er bundet til deres sværd. Et vers om jedierne og deres sværd lyder på engelsk:
"The crystal is the heart of the blade.
The heart is the crystal of the Jedi.
The Jedi is the crystal of the Force.
The Force is the blade of the Heartbreaker.
All are intertwined:
The crystal, The blade, The Jedi.
You are one."
Dette er bl.a. udtalt i Clone Wars i jediernes hemmelige tempel.

## Typer og farver
Lyssværd er grundlæggende ens, men kan variere i farve og i design af grebet. Enkelte sværd har to klinger, og figuren Kylo Ren fra filmene Star Wars: The Force Awakens og Star Wars: The Last Jedi har et lyssværd med to små klinger vinkelret på hovedklingen, mens figuren Grev Dooku fra filmen Star Wars 2 og 3 bruger et lyssværd med buet greb. Udover det er der nogle jedier der kombinerer to enkeltbladede lyssværd, så de har ét i hver hånd. I de første Star Wars-historier er jediernes sværd som regel blå eller grønne lyssværd, i de senere historier er farverne udvidede til også at inkludere gul, lilla og hvid. Sith-fyrsterne bruger som regel et rødt. I nogle computerspil, som f.eks. Jedi Academy findes der også orange og gule lyssværd. I star wars rise of the skywalker ser man Ray tage et lysværd op til slut der er orange. I baggrundshistorierne om Star Wars og i tv-serien The Clone Wars er et sort lyssværd også nævnt, som et specielt og meget gammelt sværd fra Sith-ordenens storhedstid.
Der er dermed ikke nogen konsekvent sammenhæng mellem farver og figurer i Star Wars-universet. I filmen Sith-fyrsternes hævn har jediridderen Mace Windu (spillet af skuespilleren Samuel L. Jackson) et lilla lyssværd, af den simple årsag at det er Jacksons yndlingsfarve.[kilde mangler]

## Konstruktion
Til forskel fra almindelige sværd, og de specielle vibrosværd der også stammer fra Star Wars-universet, har lyssværd ikke nogen fast klinge. Klingen består i stedet for af plasma, der bliver dannet af krystaller i lyssværdets skæfte, og derefter stabiliseret til en egentlig sværdklinge. Placeringen af disse krystaller er kritisk for lyssværdets funktion, og jediridderen skal igennem kraften kunne mærke den korrekte udformning før sværdet aktiveres - ellers kan der indtræffe en eksplosion.
På grund af at klingen således ikke har nogen vægt (men dog har en vis inerti), og fordi den er i stand til at skære igennem stort set alting (undtagen andre lyssværd, visse kraftfelter og enkelte materialer), er det meget let for en utrænet person at komme til at skade sig selv. Dette gælder især for personer der ikke er specielt stærke i Kraften.
Lysklingerne gør det muligt for en jedi at kan parere skud affyret fra en blaster.